# Mecze piłkarskie Polska – Niemiecka Republika Demokratyczna
Mecze piłkarskie Polska – Niemiecka Republika Demokratyczna – zestawienie meczów pomiędzy reprezentacjami Polski i Niemieckiej Republiki Demokratycznej.

## Mecze
- 21.09.1952, Warszawa: POLSKA-NRD 3:0  (Trampisz, Anioła 2)
- 26.09.1954, Rostock: NRD-POLSKA 0:1  (Cieślik)
- 22.07.1956, Chorzów: POLSKA-NRD 0:2  (J.Woźniak sam., Assmy)
- 28.06.1958 Rostock: NRD-POLSKA 1:1  (Klingbiel - Kempny)
- 22.10.1961, Wrocław: POLSKA-NRD 3:1  (Lentner, Pol 2 – Erler)
- 11.09.1966, Erfurt: NRD-POLSKA 2:0  (Erler, Koerner k.)
- 20.10.1968, Szczecin: POLSKA-NRD 1:1  (Gadocha – Loewe)
- 16.05.1970, Kraków: POLSKA-NRD 1:1  (Deyna – Vogel)
- 06.09.1970, Rostock: NRD-POLSKA 5:0  (Strempel, Stein, Kreische 2, Vogel k.)
- 01.09.1972, Norymberga (RFN): POLSKA-NRD 2:1  (Gorgoń 2 – Streich) -fin.IO
- 04.09.1974, Warszawa: POLSKA-NRD 1:3  (Lato – Kurbjuweit, Vogel, Doerner)
- 28.05.1975, Halle: NRD-POLSKA 1:2  (Vogel – Lato, Marx)
- 31.07.1976, Montreal (Kanada): POLSKA-NRD 1:3  (Lato – Schade, Hoffmann, Haefner) - fin.IO
- 18.04.1979, Lipsk: NRD-POLSKA 2:1  (Streich, Lindemann – Boniek) - el.ME
- 26.09.1979, Chorzów: POLSKA-NRD 1:1  (Wieczorek – Haefner) - el.ME
- 02.05.1981, Chorzów: POLSKA-NRD 1:0  (Buncol) - el.MŚ
- 10.10.1981, Lipsk: NRD-POLSKA 2:3  (Schnuphase k., Streich – Szarmach, W.Smolarek 2) - el.MŚ
- 19.08.1987, Lubin: POLSKA-NRD 2:0  (P.Król k., Prusik)
- 21.09.1988, Chociebuż: NRD-POLSKA 1:2  (Ernst – Furtok 2)

## Bilans
| Rozgrywki            | Runda            | Mecze | Mecze  | Mecze | Mecze | Gole   | Gole |
| Rozgrywki            | Runda            | M     | Polska | R     |       | Polska |      |
| -------------------- | ---------------- | ----- | ------ | ----- | ----- | ------ | ---- |
| Mistrzostwa Świata   | Eliminacje       | 2     | 2      | 0     | 0     | 4      | 2    |
| Mistrzostwa Świata   | Turniej finałowy | –     | –      | –     | –     | –      | –    |
| Mistrzostwa Europy   | Eliminacje       | 2     | 0      | 1     | 1     | 2      | 3    |
| Mistrzostwa Europy   | Turniej finałowy | –     | –      | –     | –     | –      | –    |
| Igrzyska olimpijskie | Eliminacje       | –     | –      | –     | –     | –      | –    |
| Igrzyska olimpijskie | Turniej finałowy | 2     | 1      | 0     | 1     | 3      | 4    |
| Mecze towarzyskie    | –                | 13    | 6      | 3     | 4     | 17     | 18   |
| Ogółem               | –                | 19    | 9      | 4     | 6     | 24     | 27   |